# Sic transit gloria mundi

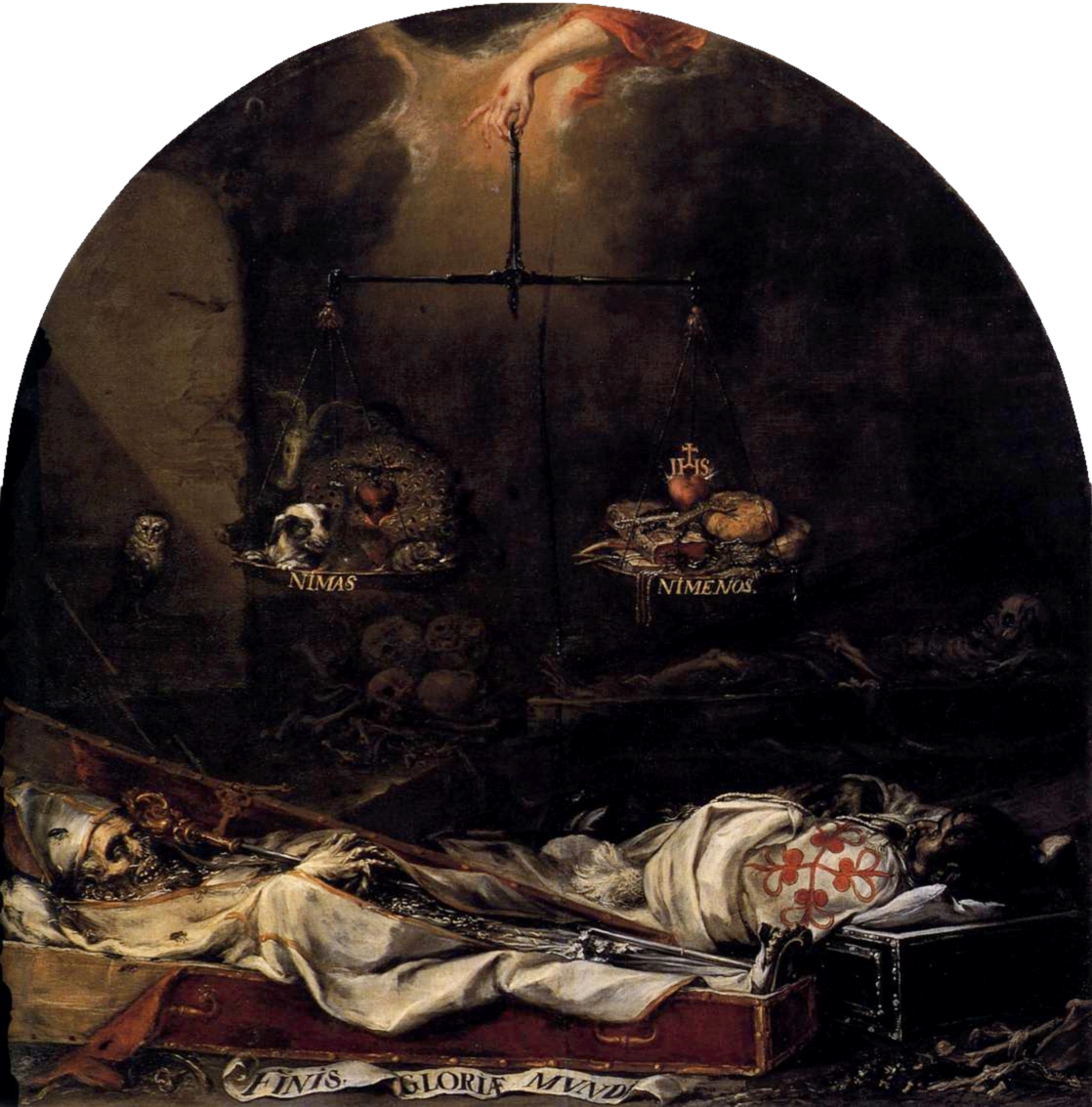
Juan de Valdés Leal, Finis gloriae mundi (1672), Hospital de la Caridad di Siviglia

Sic transit gloria mundi (in italiano: "così passa la gloria del mondo"; in senso lato: "come sono effimere le cose del mondo!") è una celebre locuzione in lingua latina.

## Origine
Deriva da un passo del De Imitatione Christi: "O quam cito transit gloria mundi" ("Oh, quanto rapidamente passa la gloria di questo mondo"). Analogo il senso della locuzione "Mundus transit et concupiscentia eius" ("Il mondo passa e così la sua concupiscenza") nella prima lettera di Giovanni (2,17).

## Uso
La locuzione viene citata anche a proposito di insuccessi seguiti a grandi trionfi, a volte in tono scherzoso, oppure in occasione della morte di personaggi famosi. Anche in questo caso, il senso dell'espressione è piuttosto esplicito e non cambia. La sentenza Sic transit gloria mundi è usata anche come epitaffio, leggibile in molti cimiteri del mondo, incisa su lapidi e tombe di personaggi che in vita hanno goduto di grande fama.
A volte viene citata in una forma leggermente diversa, in cui il verbo latino all'indicativo presente è sostituito da un congiuntivo presente: si tratta di una tradizione meno fedele all'originale dell'Imitatio Christi, con cui la frase diviene allora Sic transeat gloria mundi che, in questo caso, assume il valore di un'esortazione, del tipo «passi così la gloria del mondo».

### In ambito ecclesiastico

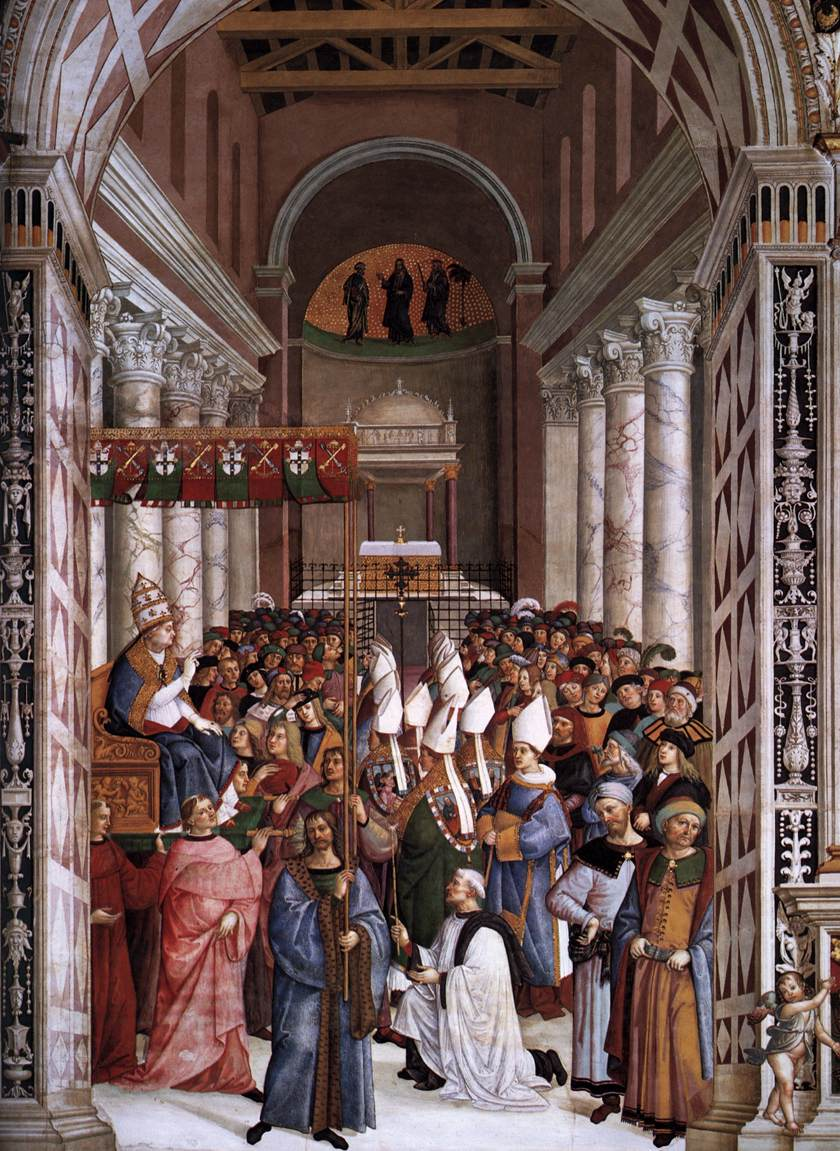
Siena. Libreria Piccolomini. Pinturicchio. Pio II, incoronato pontefice, entra in Vaticano. Il personaggio inginocchiato davanti al papa è il maestro delle cerimonie e reca in mano una canna alla cui sommità arde della stoppa

Assieme alla formula Habemus Papam, è una delle più conosciute locuzioni riguardanti la nomina di un nuovo pontefice. Queste parole, secondo l'antico rito, venivano infatti ripetute dal cerimoniere al nuovo Papa subito dopo la sua elezione al Soglio di Pietro.
Con esse s'intendeva rammentare al vescovo di Roma, nonché capo della Chiesa cattolica, la transitorietà del potere temporale e quanto, in ogni caso, la vita sia caduca così come sia vano ogni sfarzo del mondo terreno. Dopo la cerimonia di incoronazione, infatti, il cardinale protodiacono si avvicinava al nuovo pontefice (che sulla sedia gestatoria stava transitando lungo la basilica di San Pietro) e, pronunziando la frase latina, accendeva della stoppa posta su un'asta: come la stoppa brucia e si spegne in un batter d'occhio, così anche la gloria del mondo svanisce in poco tempo.
Un rito simile si celebra da tempo immemorabile nel Duomo di Lucca durante i solenni pontificali di Natale, Pasqua, Pentecoste e Santa Croce, al canto del Gloria in excelsis Deo. Quando l'arcivescovo della città intona l'inno angelico, su una grata pendente nella navata della cattedrale viene incendiata la stoppa, segno della vanagloria del mondo.